# Tipula (Acutipula) silinda
Tipula (Acutipula) silinda is een tweevleugelige uit de familie langpootmuggen (Tipulidae). De soort komt voor in het Afrotropisch gebied.